# Faluvégi Dénes
Faluvégi Dénes (Székelyszentistván, 1888. december 17. – Buchenwald, 1945. április) magyar pedagógus, író, újságíró, lapszerkesztő, a Jehova tanúi felekezet erdélyi vezető alakja.

## Életútja
Tanítóképzőt végzett. Kolozsvárt az Igazság c. képes társadalmi folyóiratot (1926. április 1. – 1927. július 10.), majd ennek folytatását, az Erdélyi Képeslapot (1927. július 17. – 1928. április 8.) szerkesztette. Új kor küszöbén (Kolozsvár, 1941) című munkája bibliaidézetekre alapított erkölcsi vitairat, csakúgy, mint a Jehova tanúi kisegyház Aranykorszak című folyóiratának három évfolyama (1922–24). Hitéből fakadó háborúellenes magatartása miatt (megtagadta a fegyverviselést) 1941-ben letartóztatták s 1942-ben a haditörvényszék halálra ítélte. Ítéletét életfogytiglani fogházra változtatták. A Gestapo 1944-ben elhurcolta, lágerben halt meg.